# Kewanee
Kewanee es una ciudad ubicada en el condado de Henry en el estado estadounidense de Illinois. En el Censo de 2010 tenía una población de 12916 habitantes y una densidad poblacional de 741,77 personas por km².

## Geografía
Kewanee se encuentra ubicada en las coordenadas 41°14′21″N 89°55′32″O / 41.23917, -89.92556. Según la Oficina del Censo de los Estados Unidos, Kewanee tiene una superficie total de 17.41 km², de la cual 17.38 km² corresponden a tierra firme y (0.18%) 0.03 km² es agua.

## Demografía
Según el censo de 2010, había 12916 personas residiendo en Kewanee. La densidad de población era de 741,77 hab./km². De los 12916 habitantes, Kewanee estaba compuesto por el 87.03% blancos, el 4.9% eran afroamericanos, el 0.29% eran amerindios, el 0.39% eran asiáticos, el 0.03% eran isleños del Pacífico, el 4.83% eran de otras razas y el 2.52% pertenecían a dos o más razas. Del total de la población el 10.45% eran hispanos o latinos de cualquier raza.